# Lifetime
Lifetime to amerykański zespół muzyczny, założony w 1990 roku w New Brunswick. Grupa reprezentuje gatunek muzyczny określany jako melodyjny hardcore i jest zaliczana do najbardziej wpływowych zespołów tego nurtu.

## Historia
Zespół został założony w 1990 roku przez wokalistę Ariego Katza oraz gitarzystę Dana Yemina. Postanowili oni tworzyć muzykę mającą pozytywne i osobiste przesłanie, sprzeciwiając się reprezentowanej przez hardcore'ową społeczność agresywnej oraz cynicznej mentalności. Mały sukces przyniósł grupie już pierwszy minialbum, wydany w 1991 roku, zatytułowany po prostu Lifetime. Rok później, zespół wydał swoją pierwszą studyjną płytę (Background). Grupa ostatecznie ustabilizowała swój skład w roku 1995, po przyjściu Petera Martina (gitara), Davida Palaitisa (gitara basowa) oraz Scotta Golleya (perkusja). W tym samym czasie, zespół podpisał kontrakt z wytwórnią Jade Tree Records. Niedługo potem wydany został drugi album grupy, Hello Bastards. Ugruntował on kultową pozycję zespołu w tzw. undergroundzie, a także spopularyzował gatunek muzyczny reprezentowany przez grupę. Rok później, na rynek muzyczny wyszła kompilacja mniej znanych, a także niepublikowanych wcześniej utworów grupy (Seven Inches). W 1997 roku, zespół wydał kolejny pełnometrażowy album – Jersey's Best Dancers – który osiągnął podobny sukces, co poprzednie wydawnictwa. Ku zaskoczeniu wszystkich, niedługo później zespół został rozwiązany.
Po rozpadzie grupy, Katz, wraz ze swoją żoną – Tannis Kristjanson, a także Palaitisem założyli elektroniczny zespół Zero Zero, zaś Yemin kontynuował tworzenie muzyki hardcore'owej – najpierw z grupą Kid Dynamite, a następnie zespołem Paint It Black.
W sierpniu 2005 roku, doszło do reaktywacji zespołu. Początkowo, zespół miał wystąpić na lokalnym festiwalu Hellfest, z którego dochód zasiliłby organizacje charytatywne. Z przyczyn organizacyjnych do festiwalu jednak nie doszło, ale zamiast tego grupie zaproponowano serię trzech występów w Filadelfii oraz rodzinnym stanie New Jersey, które ostatecznie odbyły się w dniach 19-21 sierpnia. Jak się okazało, na tym nie skończył się powrót zespołu na scenę muzyczną. 17 listopada tego samego roku, grupa oficjalnie ogłosiła swoją reaktywację, włącznie z planami wydania nowej płyty. Po kolejnych występach reaktywacyjnych, tym razem w Kalifornii oraz Teksasie, w marcu 2006 roku grupa podpisała kontrakt z wytwórnią Decaydance Records, należącą do Petera Wentza, wieloletniego fana zespołu. Pod koniec roku, na rynku muzycznym znalazło się pierwsze od niemal dziesięciu lat nowe wydawnictwo grupy (singiel Two Songs), zaś w lutym 2007 roku zespół ostatecznie wydał długo wyczekiwany album pełnometrażowy, ponownie o nazwie Lifetime.

## Dyskografia

### Albumy
- 1993 – Background (New Age Records)
- 1995 – Hello Bastards (Jade Tree Records)
- 1996 – Seven Inches (Glue Records)
- 1997 – Jersey's Best Dancers (Jade Tree Records)
- 2007 – Lifetime (Decaydance Records)

### Minialbumy/single
- 1991 – Lifetime (New Age Records)
- 1994 – Tinnitus (Glue Records)
- 1996 – The Boy's No Good (Jade Tree Records)
- 2006 – Two Songs (Decaydance Records)

### Kompilacje
- 2006 – Somewhere in the Swamps of Jersey (Jade Tree Records)